# Merlot
Merlot er den mest plantede blå druesort i Bordeaux (vindistrikt) og herfra har den bredt sig til resten af verden. Den er blandt de ældste sorter af Almindelig Vin (vitis vinifera). I Californien har Merlot opnået stor succes.
Druen er forholdsvist højtydende og både velegnet som enkeltdrue og blandet med mere tanninholdige sorter. Leverer meget gode vine i især Bordeaux, hvor Saint-Émilion og Pomerol leverer langtlevende topvine.
Vinen er kendetegnet som blød, smidig og fyldig vin med smag af bær og chokolade. Der kan forekomme en smag af valnødder og vanilje. Unge Merlot-vine er blødere og rundere i smagen end Cabernet.